# Ezio Ottaviani
Ezio Ottaviani (Norcia, 1º febbraio 1919 – Norcia, 27 agosto 1986) è stato un politico italiano.

## Biografia
Insegnante di scuole medie si trasferì a Terni dopo la seconda guerra mondiale e si iscrisse fin da giovane al Partito Comunista. Con la sua elezione a Sindaco di Terni nel 1958, e soprattutto a partire dalla sua terza elezione nel 1966, si aprì una nuova fase di dialogo tra la borghesia ternana e la classe politica fino ad allora di estrazione operaia attraverso la ricerca di consensi ampi, sempre ancorati a una visione a largo spettro del futuro. 
Fu un sindaco molto popolare a Terni che portò il Partito Comunista ai suoi massimi storici nei voti dei ternani: le elezioni amministrative, che ebbero luogo nel mese di novembre 1964, dissero apertamente che gli elettori ternani volevano un’amministrazione di sinistra: il Pci ebbe il 42,5 per cento dei voti; il Psiup il 3,4; il Psi il 13,4; la Dc il 21,9 il Psdi 3,5, Pri 2,9, Pli 4,2; Msi 8,2.
È stato inoltre per due legislature Senatore della Repubblica dal 1976 al 1983. A Terni è intitolata una piazza alla sua memoria. È stato inoltre consigliere comunale a Norcia ed Assessore della Regione dell'Umbria. Con l'istituzione della Regione Umbria di cui oltre a essere stato assessore all'assetto del territorio, è stato uno dei padri fondatori.